# Teun Kuilboer
Teun Kuilboer, né le 21 septembre 1982 à Haarlem, est un acteur néerlandais.

## Filmographie
- 2008 : Den Helder de Jorien van Nes[2]
- 2008 : Skin de Hanro Smitsman[3]
- 2009 : La guerre de Stella de Diederik van Rooijen
- 2011 : Nova Zembla de Reinout Oerlemans[4]
- 2011 : The Heineken Kidnapping de Maarten Treurniet : Frans Meijer[5]
- 2015 : Clean Hands de Tjebbo Penning : Charlie[6]
- 2015 : Bon Bini Holland de Jelle de Jonge : Patrick van Zuydewijn[7]
- 2016 : Deadweight de Axel Koenzen : Dokter at the bar[8]
- 2016 : The Day My Father Became a Bush de Nicole van Kilsdonk : Père[9]
- 2018 : Life Is Wonderful de Frans Weisz[10]

### Séries télévisées
- 2001 : Costa! (nl) : Seth
- 2001- 2002 : Goede tijden, slechte tijden : Job Zonneveld
- 2002- 2005 : Meiden van De Wit (nl) : Olivier van Rechteren
- 2004 : Dunya & Desie (nl) : Richard Govers
- 2005 : Kinderen geen bezwaar (nl) : Sander
- 2005-2006 : ZOOP (nl) : Kaspar van Ooi
- 2006 : Samen (nl) : Box
- 2006 : Boks (nl) : "Onbekend"
- 2008 : De Co-assistent (nl) : Maurits Biesterveld
- 2008 : Roes : Sven
- 2009 : Dol : BRady / De tuinman
- 2009 : Floor Faber (nl) : Erik
- 2011 : Flikken Maastricht : Wally Geerts
- 2012 : Van God Los (nl) : Stan
- 2015 : Force (nl) : Arthur Mulder
- 2015 : Bluf (nl) : Julian
- 2016 : La Famiglia (nl) : Franco
- 2016 : All-in Kitchen (nl) : Julian